# Região de Dehcho
A região de Dehcho é uma das 5 regiões administrativas dos Territórios do Noroeste, Canadá. A região consiste em 8 comunidades, com sede concentrada em Fort Simpson. Todas as comunidades em Dehcho são predominantemente Primeiras Nações

## Comunidades
- Fort Liard
- Fort Providence
- Fort Simpson
- Jean Marie River
- Kakisa
- Nahanni Butte
- Trout Lake
- Wrigley